# Râul Valea cu Nuci
Râul Valea cu Nuci este un curs de apă, afluent al râului Terebici. 

## Hărți
- Harta județului Mureș